# Verpa bohemica (burete)
Verpa bohemica sin. Ptychoverpa bohemica cu numele tradițional ciuciulete de plop, este o specie de ciupercă comestibilă din încrengătura Ascomycota în familia Morchellaceae si de genul Verpa, fiind una dintre speciile care sunt cunoscute informal ca zbârciogi falși. Ciuperca are o culoare galben-pală spre maro și pălăria sa are formă de clopot și conține o suprafață zbârcită și striată (asemănătoare sinuozităților cerebrale), având un diametru de 1,5 până la 2 cm și 6 până la 14 cm pe lungime. Centrul pălăriei se unește cu centrul piciorului, iar pălăria colorată cade peste piciorul liber. Dimensiunile pălăriei variază de la 12 cm lungime la 1 până la 2,5 cm în grosime. Din punct de vedere microscopic, ciuperca se deosebește prin sporii săi mari, tipic între 60–80 și 15–18 µm și prin prezența a numai doi spori pe ască și foarte rar patru spori.
Ciuperca este fiabil deosebită de alți zbârciogi datorită prinderii pălăriei de picior: V. bohemica are o pălărie care atârnă complet liber față de picior. Deși considerată pe larg comestibilă, consumarea acestei ciuperci nu este recomandată din cauza raportării unor otrăviri în cazul unor persoane. Simptomele otrăvirii includ disconfort gastrointestinal și lipsa coordonării musculare. V. bohemica se găsește în zonele nordice ale Americii de Nord, Europei și Asiei. Ea crește în solul acoperit de frunze moarte, în aprilie și mai, înainte de apariția „zbârciogilor adevărați” (genul Morchella). Termenul Ptychoverpa bohemica este adesea folosit de către micologii europeni.

## Taxonomie, denumire
Specia a fost descrisă pentru prima dată de către în literatura științifică de către fizicianul și micologul ceh Julius Vincenz von Krombholz în 1828, sub denumirea de Morchella bohemica. Naturalistul german Joseph Schröter a transferat specia genului Verpa în 1893. Ptychoverpa bohemica este un sinonim biologic publicat pentru prima oară de francezul Jean Louis Émile Boudier în tratatul său din anul 1907 despre Discomycetele din Europa; numele a fost folosit ocazional, în special în publicațiile europene. Boudier credea că ascosporii largi și curbați și parafizele rare și scurte erau suficient de distincte pentru a se obține un nou gen, care să conțină specii singure. Ptychoverpa a fost de asemenea clasificată biologic ca secțiune a genului Verpa. Această secțiune este caracterizată de prezența unor creste groase de pe pălărie, care pot fi simple sau bifurcate.
Epitetul specific bohemica se referă la Boemia (acum parte a Republicii Cehe), de unde Krombholz a cules original specia prima dată. Ciuperca este cunoscută în comun ca „zbârciog timpuriu”, sau „zbârciog fals”. Ptychoverpa este derivat din cuvântul grecesc antic ptyx (genitivul de la ptychos), însemnând „cută”, „strat” sau „placă”.

## Descriere

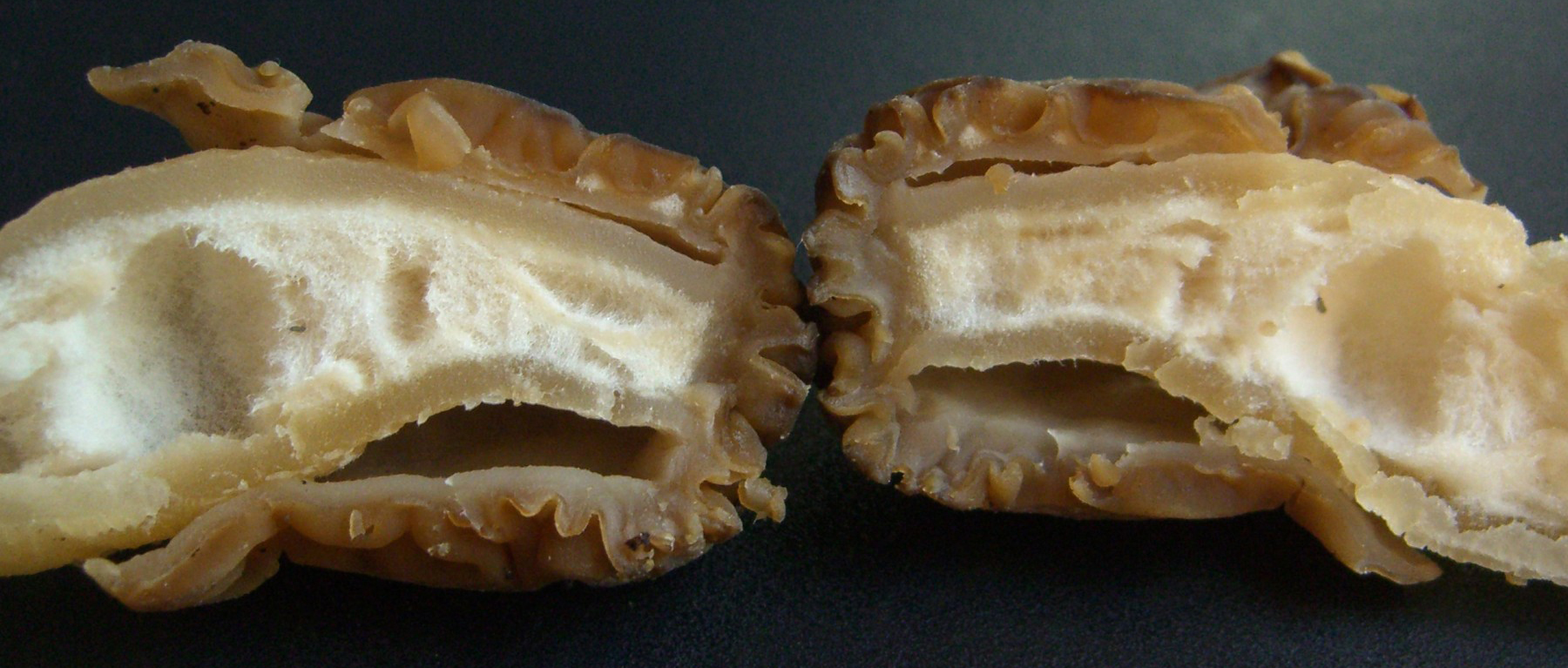
Picioarele ciupercilor tinere sunt pline inițial cu un țesut ușor, asemănător bumbacului.

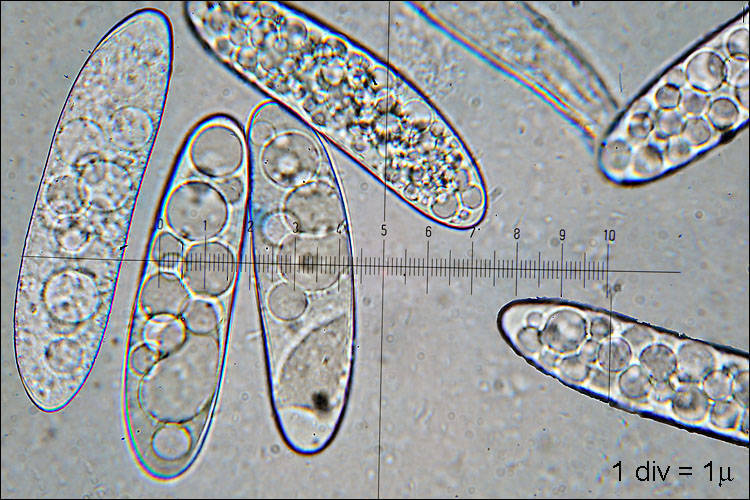
Sporii sunt largi, măsurând peste 80 µm în lungime.

Pălăria acestei ciuperci (cunoscut tehnic ca apoteciu) măsoară 2 până la 4 cm în diametru pe 2 până la 5 cm în lungime, având o formă conică, de clopot. Ea este pliată în creste longitudinale care adesea se leagă între ele (prin anastomoză) într-o rețea de tubului. Pălăria este atașată piciorului doar la vârf—atârnând de la vârful acestuia—și variază în culoare de la galben fad-maroniu spre roșu-maroniu; partea inferioară a pălăriei este pală. Piciorul este lung, fragil de la 6 la 12 cm pe 1 spre 2,5 cm în grosime, colorat albicios și se țuguiază în sus astfel că este mai gros la bază și mai subțire la vârf. Deși piciorul este inițial vag umplut cu o hifă bumbăcoasă, acesta devine gol spre maturitate; per ansamblu, ciuperca oarecum fragilă. Depozitul de spori este de culoare galbenă, iar carnea este albă.
În raport cu alte tipuri de ciuperci, sporii speciei V. bohemica sunt gigantici, măsurând de obicei 60–80 pe 15–18 µm. Ei sunt eliptici, netezi, câteodată curbați, și aspectul lor este între cristalin (translucid) și galben. Sporii, a căror număr este de doi (mai rar trei)  per ască, sunt caracteristici strict acestei specii. Ascele netede și eliptice măsoară 275–350 µm lungime pe 16–23 µm lățime. Micologul englez-canadian Arthur Henry Reginald Buller a determinat faptul că ascele sunt heliotropice—se îndoaie în contact cu lumina. Astfel cum el nota, „Am tăiat transversal prin lamelele sale, am examinat aceste secțiuni sub microscop și imediat am înțeles că în toate găurile și adânciturile himenale, ascele erau curbate spre exterior, așadar operculul lor ar putea putea să fi văzut cele mai puternice raze de lumină la care capătul ascelor a fost supus în locurile în care corpurile ciupercilor s-au dezvoltat.”  Acest răspuns la stimulul luminii este semnificativ deoarece el permite unei lamele cu spori să se umple și apoi să își descarce ascele spre părțile libere, astfel crescând șansele ca sporii să fie transportați de vânt. Parafiza este subțire și fusiformă, cu diametrul de 7–8 µm la vârfuri.

### Comestibilitate
Comestabilitatea acestei specii de ciuperci este contestabilă; deși Verpa bohemica este mâncată de unii, consumarea cantităților mari de o dată, sau de-a lungul mai multor zile la rând, a fost raportată că a cauzat otrăvire la unii indivizi sensibili. Printre simptome se numără și disconfortul gastrointestinal precum și pierderea controlului muscular, similare celor raportate la unii oameni după consumarea speciei de zbârciog Gyromitra esculenta. Toxina responsabilă din G. esculenta este giromitrinul; este susceptibil ca V. bohemica să fie abilă să sintetizeze mici cantități din această toxină. Consumul excesiv a produs în unele cazuri chiar și comă. Cei care își doresc să consume acestă specie sunt sfătuiți să le opărească cu cantități abundente de apă (strecurând apa înainte de consum), să usuce ciupercile înainte de consumarea lor, sau, dacă mănâncă specia pentru prima dată, să consume doar porții mici pentru testarea toleranței corpului. Unii susținători mănâncă doar pălăriile și aruncă picioarele. Opiniile referitoare la gustul ciupercii diferă, variind de la „puternic dar nu la fel cu cel al zbârciogilor adevărați”, la „plăcut”, sau „nespecific”.

### Specii similare
Cea mai apropiată specie înrudită, Verpa conica, are tipic o pălărie netedă, deși specimenele cu pălăria zbârcită sunt cunoscute. V. conica poate fi diferențiată microscopic datorită ascelor ce conțin opt spori. Răspândirea speciei înrudite în partea Nord-Americană merge mai mult spre sud decât cea a speciei V. bohemica. Un alt grup similar de specii sunt zbârciogii „fără jumătate”, Morchella semilibera și alte specii, care au o pălărie în formă de fagure care este atașată piciorului la aproximativ jumătate din lungimea sa, și cu crestele mai negre ca adânciturile. Suplimentar, piciorul secționat pe lungime al speciei M. semilibera pare ca fiind gol, în timp ce V. bohemica are de obicei mănunchiuri asemănătoare bumbacului în picior, iar M. semilibera are perforații verticale spre bază, în timp ce V. bohemica nu le are. Verpa bohemica poate fi fiabil diferențiată de alte specii similare datorită sporilor săi mari.

## Ecologie, habitat și răspândire
Corpul speciei V. bohemica crește singur sau dispersat pe suprafața solului înaintea perioadei de apariție a zbârciogilor, dar și de-a lungul perioadei creșterii lor. Este de obicei găsită de-a lungul malurilor râurilor, lângă specimene de Populus sect. Aegiros, sălcii și de plopi tremurători, adesea acoperită de plante în descompunere. Ciuperca preferă să crească în zonele umede cu lumină suficientă. Temperatura minimă de creștere a speciei este de 3 °C, cea optimă de 22 °C, iar temperatura maximă este de 30 °C. Analiza izotopilor de carbon și azot au arătat faptul că Verpa bohemica este saprofită, adică are capacitatea de a-și atrage nutrimenții din materia organică în descompunere. S-a propus ipoteza că, totuși, ciuperca este micoriză cel puțin de-a lungul ciclului său de viață. Ciuperca are o largă răspândire în partea nordică a Americii de Nord; răspândirea sa tinde să se mute și în sud până la Marile Lacuri din Statele Unite și până în sudul Californiei de Nord de pe coasta de vest. În Europa, ciuperca este larg răspândită și a fost colectată din Austria, Republica Cehă, Danemarca, Finlanda, Germania, Norvegia, Polonia, România, Rusia, Slovenia, Spania, Suedia și Ucraina. În Asia, a fost înregistrată chiar și în India și în Turcia.
Un studiu realizat în zece ani despre distribuirea, timpul creșterii și a habitatului zbârciogilor și a zbârciogilor falși din statul Iowa a arătat faptul că zbârciogii falși timpurii sunt primii zbârciogi care cresc primăvara, apărând imediat ce frunzele copacilor cu frunze căzătoare încep să crească. Următorii sunt specimenele de Morchella angusticeps, apoi zbârciogul alb Morchella esculenta iar la sfârșit Morchella crassipes. Picioarele ciupercilor deservesc ca și zonă de împerechere pentru unele specii de muște, printre care se numără și Porricondyla media, Pegomya geniculata și Trichocera annulata.